# Abdoulaye Touré
Abdoulaye Touré (Nantes, 3 marzo 1994) è un calciatore guineano con cittadinanza francese, centrocampista del Le Havre e della nazionale guineana.

## Caratteristiche tecniche
È un mediano. Si contraddistingue per il suo fisico imponente, che spicca a centrocampo. Può ricoprire il ruolo di centrocampista centrale ma anche centrocampista difensivo. È inoltre dotato di una buona visione di gioco.

## Carriera

### Club
Cresciuto e affermatosi nel Nantes (di cui è stato anche capitano), Il 31 agosto 2021 viene acquistato dal Genoa.
Debutta con la nuova maglia il 12 settembre 2021 contribuendo alla vittoria del "Grifone" in casa del Cagliari per 3-2 su rimonta.
Tuttavia in Liguria Touré delude, indi per cui il 21 gennaio successivo viene ceduto in prestito ai turchi del Fatih Karagümrük. Tornato al Genoa, appena retrocesso in serie B, la stagione successiva non scende praticamente mai in campo, collezionando appena 3 presenze
A fine anno torna in Francia, firmando un contratto biennale con il Le Havre.

### Nazionale
Ha giocato nelle nazionali giovanili francesi Under-17 ed Under-20.
Successivamente ha scelto di rappresentare la Guinea, con la cui nazionale maggiore ha esordito nel 2023; nel medesimo anno viene inoltre convocato per la Coppa d'Africa.

## Statistiche

### Presenze e reti nei club
Statistiche aggiornate al 17 maggio 2025.
| Stagione        | Squadra          | Campionato      | Campionato | Campionato | Coppe nazionali | Coppe nazionali | Coppe nazionali | Coppe continentali | Coppe continentali | Coppe continentali | Altre coppe | Altre coppe | Altre coppe | Totale | Totale |
| Stagione        | Squadra          | Comp            | Pres       | Reti       | Comp            | Pres            | Reti            | Comp               | Pres               | Reti               | Comp        | Pres        | Reti        | Pres   | Reti   |
| --------------- | ---------------- | --------------- | ---------- | ---------- | --------------- | --------------- | --------------- | ------------------ | ------------------ | ------------------ | ----------- | ----------- | ----------- | ------ | ------ |
| 2012-2013       | Nantes           | L2              | 1          | 0          | CF+CdL          | 0               | 0               | -                  | -                  | -                  | -           | -           | -           | 1      | 0      |
| 2013-2014       | Nantes           | L1              | 1          | 0          | CF+CdL          | 0               | 0               | -                  | -                  | -                  | -           | -           | -           | 1      | 0      |
| 2014-2015       | Poiré-sur-Vie    | N               | 11         | 1          | CF+CdL          | 1+0             | 0               | -                  | -                  | -                  | -           | -           | -           | 12     | 1      |
| 2015-2016       | Nantes           | L1              | 4          | 0          | CF+CdL          | 1+0             | 0               | -                  | -                  | -                  | -           | -           | -           | 5      | 0      |
| 2016-2017       | Nantes           | L1              | 12         | 0          | CF+CdL          | 2+2             | 0               | -                  | -                  | -                  | -           | -           | -           | 16     | 0      |
| 2017-2018       | Nantes           | L1              | 36         | 1          | CF+CdL          | 2+0             | 0               | -                  | -                  | -                  | -           | -           | -           | 38     | 1      |
| 2018-2019       | Nantes           | L1              | 34         | 3          | CF+CdL          | 5+2             | 0               | -                  | -                  | -                  | -           | -           | -           | 41     | 3      |
| 2019-2020       | Nantes           | L1              | 27         | 3          | CF+CdL          | 2+1             | 0               | -                  | -                  | -                  | -           | -           | -           | 30     | 3      |
| 2020-2021       | Nantes           | L1              | 29         | 2          | CF              | 1               | 0               | -                  | -                  | -                  | -           | -           | -           | 30     | 2      |
| Totale Nantes   | Totale Nantes    | Totale Nantes   | 144        | 9          |                 | 18              | 0               |                    | -                  | -                  |             | -           | -           | 162    | 9      |
| 2021-gen.2022   | Genoa            | A               | 8          | 0          | CI              | 1               | 0               | -                  | -                  | -                  | -           | -           | -           | 9      | 0      |
| gen.-giu. 2022  | Fatih Karagümrük | SL              | 10         | 0          | CT              | 2               | 0               | -                  | -                  | -                  | -           | -           | -           | 12     | 0      |
| 2022-2023       | Genoa            | B               | 3          | 0          | CI              | 1               | 0               | -                  | -                  | -                  | -           | -           | -           | 4      | 0      |
| Totale Genoa    | Totale Genoa     | Totale Genoa    | 11         | 0          |                 | 2               | 0               |                    | -                  | -                  |             | -           | -           | 13     | 0      |
| 2023-2024       | Le Havre         | L1              | 30         | 2          | CF              | 0               | 0               | -                  | -                  | -                  | -           | -           | -           | 30     | 2      |
| 2024-2025       | Le Havre         | L1              | 28         | 10         | CF              | 0               | 0               |                    | -                  | -                  |             | -           | -           | 28     | 10     |
| Totale Le Havre | Totale Le Havre  | Totale Le Havre | 58         | 12         |                 | 0               | 0               |                    | -                  | -                  |             | -           | -           | 58     | 12     |
| Totale carriera | Totale carriera  | Totale carriera | 223        | 22         |                 | 23              | 0               |                    | -                  | -                  |             | -           | -           | 246    | 22     |

### Cronologia presenze e reti in nazionale
| Cronologia completa delle presenze e delle reti in nazionale ― Guinea | Cronologia completa delle presenze e delle reti in nazionale ― Guinea | Cronologia completa delle presenze e delle reti in nazionale ― Guinea | Cronologia completa delle presenze e delle reti in nazionale ― Guinea | Cronologia completa delle presenze e delle reti in nazionale ― Guinea | Cronologia completa delle presenze e delle reti in nazionale ― Guinea | Cronologia completa delle presenze e delle reti in nazionale ― Guinea | Cronologia completa delle presenze e delle reti in nazionale ― Guinea |
| Data                                                                  | Città                                                                 | In casa                                                               | Risultato                                                             | Ospiti                                                                | Competizione                                                          | Reti                                                                  | Note                                                                  |
| --------------------------------------------------------------------- | --------------------------------------------------------------------- | --------------------------------------------------------------------- | --------------------------------------------------------------------- | --------------------------------------------------------------------- | --------------------------------------------------------------------- | --------------------------------------------------------------------- | --------------------------------------------------------------------- |
| 13-10-2023                                                            | Setúbal                                                               | Guinea                                                                | 1 – 0                                                                 | Guinea-Bissau                                                         | Amichevole                                                            | -                                                                     |                                                                       |
| 17-10-2023                                                            | São João da Venda                                                     | Guinea                                                                | 1 – 1                                                                 | Gabon                                                                 | Amichevole                                                            | -                                                                     |                                                                       |
| 17-11-2023                                                            | Berkane                                                               | Guinea                                                                | 2 – 1                                                                 | Uganda                                                                | Qual. Mondiali 2026                                                   | -                                                                     | 81’                                                                   |
| 21-11-2023                                                            | Francistown                                                           | Botswana                                                              | 1 – 0                                                                 | Guinea                                                                | Qual. Mondiali 2026                                                   | -                                                                     |                                                                       |
| 19-1-2024                                                             | Yamoussoukro                                                          | Guinea                                                                | 1 – 0                                                                 | Gambia                                                                | Coppa d'Africa 2023 - 1º turno                                        | -                                                                     |                                                                       |
| 2-2-2024                                                              | Abidjan                                                               | RD del Congo                                                          | 3 – 1                                                                 | Guinea                                                                | Coppa d'Africa 2023 - Quarti di finale                                | -                                                                     | 59’                                                                   |
| 6-6-2024                                                              | Baraki                                                                | Algeria                                                               | 1 – 2                                                                 | Guinea                                                                | Qual. Mondiali 2026                                                   | -                                                                     | 81’                                                                   |
| 10-6-2024                                                             | El Jadida                                                             | Guinea                                                                | 0 – 1                                                                 | Mozambico                                                             | Qual. Mondiali 2026                                                   | -                                                                     |                                                                       |
| 6-9-2024                                                              | Kinshasa                                                              | RD del Congo                                                          | 1 – 0                                                                 | Guinea                                                                | Qual. Coppa d'Africa 2025                                             | -                                                                     | Cap.                                                                  |
| 10-9-2024                                                             | Yamoussoukro                                                          | Guinea                                                                | 1 – 2                                                                 | Tanzania                                                              | Qual. Coppa d'Africa 2025                                             | -                                                                     | Cap.                                                                  |
| 12-10-2024                                                            | Abidjan                                                               | Guinea                                                                | 4 – 1                                                                 | Etiopia                                                               | Qual. Coppa d'Africa 2025                                             | -                                                                     |                                                                       |
| 15-10-2024                                                            | Abidjan                                                               | Etiopia                                                               | 0 – 3                                                                 | Guinea                                                                | Qual. Coppa d'Africa 2025                                             | 1                                                                     |                                                                       |
| 16-11-2024                                                            | Abidjan                                                               | Guinea                                                                | 1 – 0                                                                 | RD del Congo                                                          | Qual. Coppa d'Africa 2025                                             | -                                                                     |                                                                       |
| 19-11-2024                                                            | Dar es Salaam                                                         | Tanzania                                                              | 1 – 0                                                                 | Guinea                                                                | Qual. Coppa d'Africa 2025                                             | -                                                                     |                                                                       |
| 21-3-2025                                                             | Abidjan                                                               | Guinea                                                                | 0 – 0                                                                 | Somalia                                                               | Qual. Mondiali 2026                                                   | -                                                                     |                                                                       |
| 25-3-2025                                                             | Kampala                                                               | Uganda                                                                | 1 – 0                                                                 | Guinea                                                                | Qual. Mondiali 2026                                                   | -                                                                     |                                                                       |
| Totale                                                                |                                                                       | Presenze                                                              | 16                                                                    |                                                                       | Reti                                                                  | 1                                                                     |                                                                       |